# Eduard Jan Dijksterhuis
Eduard Jan Dijksterhuis (28 de octubre de 1892, Tilburg - 18 de mayo de 1965, De Bilt) fue un historiador de la ciencia holandés. 

## Carrera
Estudió matemáticas en la Universidad de Groningen de 1911 a 1918 y tituló su Ph.D. con su tesis "A Contribution to the Knowledge of the Flat Helicoid". De 1916 a 1953 fue profesor y enseñó matemáticas, física y cosmografía. Escribió sobre Arquímedes a fines de la década de 1930 y principios de la década de 1940. Abogó por cambios en la forma en que se enseñaban las matemáticas para reforzar las características formales de la disciplina. En 1950, fue nombrado miembro de la Real Academia Holandesa de Artes y Ciencias. En 1953, fue designado para enseñar la historia de las matemáticas y la naturaleza de la ciencia en la Universidad de Utrecht y en 1955 en la Universidad de Leiden. En 1962 fue galardonado con la Medalla Sarton por la Sociedad de Historia de la Ciencia . 